# Щитоносцеві
Щитоносцеві (Chlamyphoridae) — родина неповнозубих ссавців. Родина містить 8 родів і 14 сучасних видів.
На основі морфологічних і молекулярних даних було знайдено, що всі сучасні броненосці, крім Dasypus мають бути розміщені в новій сестринській родині Chlamyphoridae.

## Сучасний склад родини
Родина Chlamyphoridae
- Підродина Chlamyphorinae
  - Рід Calyptophractus
    - Calyptophractus retusus

  - Рід Chlamyphorus
    - Chlamyphorus truncatus
- Підродина Euphractinae
  - Рід Euphractus
    - Euphractus sexcinctus

  - Рід Zaedyus
    - Zaedyus pichiy

  - Рід Chaetophractus
    - Chaetophractus vellerosus
    - Chaetophractus villosus
    - Chaetophractus nationi
- Підродина Tolypeutinae
  - Рід Cabassous
    - Cabassous tatouay
    - Cabassous chacoensis
    - Cabassous centralis
    - Cabassous unicinctus

  - Рід Priodontes
    - Priodontes maximus

  - Рід Tolypeutes
    - Tolypeutes matacus
    - Tolypeutes tricinctus